# Galeus
Galeus es un género de tiburones de la familia scyliorhinidae.

## Especies
- Galeus antillensis (Springer, 1979) [3]
- Galeus arae (Nichols, 1927)[4]
- Galeus atlanticus (Vaillant, 1888)[5]
- Galeus boardmani (Whitley, 1928)[6]
- Galeus cadenati (Springer, 1966)[7]
- Galeus eastmani (Jordan & Snyder, 1904)) [8]
- Galeus gracilis (Compagno & Stevens, 1993)[9]
- Galeus longirostris (Tachikawa & Taniuchi, 1987)[10]
- Galeus melastomus (Rafinesque, 1810)[11]
- Galeus mincaronei (Soto, 2001)[12]
- Galeus murinus (Collett, 1904)[13]
- Galeus nipponensis (Nakaya, 1975)[14]
- Galeus piceus (Chu, Meng & Liu, 1983)
- Galeus piperatus (Springer & Wagner, 1966)[15]
- Galeus polli (Cadenat, 1959)[16]
- Galeus priapus (Séret & Last, 2008)[17][18]
- Galeus sauteri (Jordan & Richardson, 1909)[19]
- Galeus schultzi (Springer, 1979) [3]
- Galeus springeri (Konstantinou & Cozzi, 1998)[20][21][22][23][24]